# صدای سکوت (ترانه دامی ایم)
«صدای سکوت» تک‌آهنگی از هنرمند اهل استرالیا دامی ایم است که در سال ۲۰۱۶ میلادی منتشر شد.
این ترانه به عنوان نماینده استرالیا در مسابقه آواز یوروویژن ۲۰۱۶ حضور داشت و در مرحله نهایی مقام دوم را کسب کرد.